# Ivan Belostenec
Ivan Belostenec OSPPE (Varaždin?, 1593. ili 1594. ‒ Lepoglava, 10. veljače 1675.), hrvatski katolički svećenik, pavlin, propovjednik i leksikograf.

## Ime
Različiti su zapisi njegova imena: N hrv. Bylloſtinacz (Sacri sermones), Bėllosztėnëcz (Gazophylacium); G lat. Joannis.
Za života se je potpisivao kao Bilostinac. Suvremenici su ga ponekad imenovali kao Belostenec. Priređivači njegova rječnika, koji je objavljen 65 godina nakon njegove smrti, koristili su višeznačna slova. Slovo ė u rječniku Gazophylacium označava refleks jata te ga je moguće čitati kao /i/ ili kao /e/. Slovo ë u rječniku Gazophylacium označava refleks poluglasa te ga je moguće čitati kao /a/ ili kao /e/. Stoga je zapis Bėllosztėnëcz moguće čitati ili kao Bilostinac ili kao Belostenec.
U filološkoj literaturi uobičajeno je imenovati ga Belostenec, ali pojedini filolozi uporni su u imenu Bilostinac, jer sve ukazuje na to da se je upravo tako zvao. Oba su načina korektna i prihvaćena.

## Životopis
O Belostenčevom djetinjstvu nemamo podataka. Godine 1616. stupio je u Pavlinski red. Filozofiju je studirao u Beču, bogoslovlje u Rimu. Prior pavlinskih samostana u Lepoglavi, Sveticama kod Ozlja i Svetoj Jeleni kod Čakovca, vizitator u Istri, provincijal pavlinske provincije. Putujući hrvatskim područjem sakupljao je i proučavao jezično blago. Od 1663. do smrti boravi u pavlinskom samostanu u Lepoglavi.
Pisao je pjesme i propovijedi. Glavno mu je djelo dvojezični dvosveščani enciklopedijski rječnik Gazofilacij ili riznica latinsko-hrvatskih(ilirskih) riječi (Gazophylacium, seu Latino-Illyricorum onomatum aerarium). Drugi svezak rječnika ima naslov Gazofilacij hrvatsko-latinski (Gazophylacium illyrico-latinum).   Djelo je ostalo nedovršeno. Razvija opći znak za jat u latinici (ě - e s kvačicom ili takozvano rogato e). Osim po bogatstvu riječi (oko 40.000 riječi na 2.000 stranica teksta) Gazofilacij je važan i po tronarječnoj (kajkavsko-čakavsko-štokavskoj) jezičnoj koncepciji karakterističnoj za pripadnike ozaljskoga književno-jezičnoga kruga.
Rječnik su dovršili i za tisak priredili pavlini Jerolim Orlović i Andrija Mužar (objavljen je u Zagrebu 1740. godine). U dvadesetom stoljeću napravljena su dva pretiska rječnika (1973. i 1998. godine).

## Djela
- 1644. Pavlinska pjesmarica. Rukopisna zbirka liturgijskih tekstova i pjesama, za koju neki autori smatraju da je sastavljena pod uredništvom Ivana Belostenca.
- 1665. Bogomila slatkopopevka od žitka s. Pavla. Graz. Podatak na temelju sekundarnih izvora, nema sačuvanih primjeraka.[8]
- 1672. Sacri sermones in sacratissimum festum Corporis Christi. Graz: s. l.[9][10]
- 1740. Gazophylacium, seu Latino-Illyricorum onomatum aerarium. Zagrabiae: Typis Joannis Baptistae Weitz.[11]

## Vanjske poveznice
- Gazophylacium: latinsko-ilirski svezak
- Gazophylacium: ilirsko-latinski svezak
- Sacri sermones in sacratissimum festum Corporis Christi (1672.), digitalna.nsk.hr
- Deset propovijedi o Euharistiji
- Vladimir Dugački, Zdravstvena problematika u Gazophylaciumu Ivana Belostenca, Studia lexicographica 9/2013.